# Monasterolo di Savigliano
Monasterolo di Savigliano är en ort och kommun i provinsen Cuneo i regionen Piemonte i Italien. Kommunen hade 1 383 invånare (2018).